# 国鉄タキ2500形貨車 (2代)
国鉄タキ2500形貨車（こくてつタキ2500がたかしゃ）は、鉄道省及び1949年（昭和24年）6月1日以降は日本国有鉄道（国鉄）に在籍した私有貨車（タンク車）である。
ここではタキ2500形の改造によって誕生したタサ1300形とタラ600形についても記述する。

## タキ2500形
タキ2500形は、濃硫酸専用の25 t 積タンク車として1935年（昭和10年）10月19日から1937年（昭和12年）1月11日にかけて、3ロット7両（タキ2500 - タキ2506）が大阪鉄工所、新潟鉄工所、汽車製造にて製作された。
各年の製造会社と両数、所有者、常備駅は次のとおりである。（所有者は落成時の社名）
- 1935年（昭和10年）10月 - 3両
  - 大阪鉄工所 3両 旭ベンベルグ絹糸 石山駅（タキ2500 - タキ2502）

- 1936年（昭和11年）3月 - 2両
  - 新潟鐵工所 2両 東部硫酸販売 須賀駅（タキ2503、タキ2504）

- 1937年（昭和12年）1月 - 2両
  - 汽車製造 2両 昭和人絹 勿来駅（タキ2505、タキ2506）

タンク体は普通鋼（一般構造用圧延鋼材）製で初期の3両（タキ2500 - タキ2502）はリベット組立構造、それ以降は全溶接構造であり、荷役方式はタンク上部の液入管からの上入れ、液出管と空気管使用による上出し方式である。
車体色は黒色、寸法関係は全長は9,100 mm、全幅は2,474 mm、全高は3,480 mm、軸距は2,650 mm + 2,650 mm、自重は12.8 t - 13.3 t、実容積は13.6 m3 - 16.0 m3、換算両数は積車4.0、空車1.4であり、走り装置は一段リンク式の三軸車である。
1942年（昭和17年）3月11日と5月28日に2両（タキ2505、タキ2506）が専用種別変更により「カセイソーダ液」専用となり、形式は新形式であるタサ1300形（タサ1300、タサ1301）となった。続いて1943年（昭和18年）6月4日に3両（タキ2500 - タキ2502）がタサ1300形（タサ1302 - タサ1304）へ変更された。残った2両は1968年（昭和43年）9月に廃車となり同時に本形式は形式消滅となった。

## 他形式への改造

### タサ1300形
20 t 積カセイソーダ液専用車で、1942年（昭和17年）3月11日から5月28日にかけて2両（タキ2505、タキ2506）が、1943年（昭和18年）6月4日に3両（タキ2500 - タキ2502）が改造され（タサ1300 - タサ1304）となった。1961年（昭和36年）7月3日に（タサ1300、タサ1301）がタラ600形（タラ600、タラ601）に改造された。タサ1303は1965年（昭和40年）3月15日に、タサ1302、タサ1304は1968年（昭和43年）9月30日にそれぞれ廃車となり形式消滅した。

### タラ600形
18 t 積サラシ液専用車で、1961年（昭和36年）7月3日に協三工業にて2両（タサ1300、タサ1301）が改造され、タラ600形（タラ600、タラ601）となった。
積荷の保冷のため、タンク体の周囲にキセ（外板）を取り付けている。1968年（昭和43年）9月30日に廃車となり形式消滅した。